# France métropolitaine
France métropolitaine, la Métropole eller mere uformelt l'Hexagone (sekskanten); dansk: Metropol-Frankrig, er den del af Frankrig, der ligger i Europa og omfatter således det franske fastland med tilhørende småøer samt Korsika. Resten af landet betegnes France d'outre-mer (dvs. det oversøiske Frankrig) og omfatter som navnet siger de oversøiske departementer, regioner, kollektiviteter og territorier. 
France métropolitaine og France d'outre-mer udgør Republikken Frankrig. Den europæiske del af Frankrig tegner sig for 81,8% af republikkens areal og 95,5% af befolkningen.
De fem oversøiske departementer Guyane, Guadeloupe, Martinique, Mayotte og Réunion har samme politiske status som departementer i France métropolitaine. France métropolitaine og disse fem oversøiske departementer bliver derfor af og til omtalt som France entière ("Hele Frankrig") af den franske statsadministration, og specielt af  INSEE, til trods for at dette France entière ikke inkluderer hverken de franske oversøiske kollektiviteter (som har mere vidtgående selvstyre end de oversøiske departementer) (Fransk Polynesien, Ny Kaledonien, Saint-Barthélemy, Saint Martin, Saint-Pierre og Miquelon, Wallis og Futuna), eller oversøiske territorier under fransk herredømme.
I den oversøiske del af Frankrig, bliver en person fra France métropolitaine ofte kaldt en métro, en forkortelse for métropolitain.

## Oprindelsen til navnet
Benævnelsen "France métropolitaine" har baggrund i landets koloniale fortid (fra det 16. til det 20. århundrede), da Frankrig blev omtalt som la Métropole for  at adskille det fra sine kolonier og protektorater omtalt som les colonies eller l'Empire. Lignende betegnelser eksisterede for at beskrive andre europæiske kolonimagter (eks. "metropolitan Britain", "España metropolitana"). Denne brug af ordet  "metropolis" og "metropolitan" kom fra Antikkens græske "metropolis" (fra μήτηρ mētēr "mor" og πόλις pólis "by") som var navnet på et bystat som havde kolonier langs Middelhavet (eks Marseille var en koloni tilhørende bystaten Fokaia, dermed var Fokaia  "metropolis" for Marseille). Som en konsekvens kom  "metropolis" og "metropolitan" til at betyde "moderland" eller "kolonimagt". Dvs. en kolonibesiddende nation eller land i modsætning til dets oversøiske kolonier..
Der findes i dag folk i det oversøiske Frankrig, som modsætter sig brugen af France métropolitaine på grund af udtrykkets koloniale oprindelse. De foretrækker  at omtale det som "Frankrigs europæiske territorium" (le territoire européen de la France), som EU's traktater gør. På samme måde modsætter de sig at håndtere det oversøiske Frankrig og France métropolitaine som to separate enheder. Eksempelvis plejede INSEE at beregne sine statistikker (demografi, økonomi, etc.) alene for France métropolitaine, og derefter behandle de oversøiske departementer og territorier for sig. Folk i de oversøiske områder argumenterede mod dette blandt andet ved ar henvise til, at de fire daværende oversøiske departementer fuldt og helt var en del af Frankrig. Som et resultat af dette begyndte INSEE i slutningen af 1990-erne at inkludere de oversøiske departementer i sine tal for Frankrig (som befolkningstal eller BNP). INSEE omtaler France métropolitaine og de oversøiske departementerne som France entière. Andre dele af fransk administration anvender andre definitioner af hvad France entière er. Eksempelvis bruger det franske indenrigsministerium betegnelsen France entière om hele den franske republik, når de udgiver valgresultater.
Siden INSEE nu beregner sine statistikker for France entière, har denne praksis også spredt sig til internationale institutioner. Når eksempelvis Verdensbanken publicerer tal for Frankrigs BNP inkluderer dette tal både for France métropolitaine og de fem oversøiske departementer. Verdensbanken bruger kun betegnelsen "Frankrig", ikke "Hele France" som INSEE gør.

## Statistik
France métropolitaine dækker et område på 551 695 km² mens det oversøiske Frankrig dækker et område på 123 148 km², tilsammen  674 843 km² for den franske republik.
Per 1. januar 2009 bor der 62 448 977 mennesker i France métropolitaine, mens 2 624 505 lever i oversøisk Frankrig, tilsammen 65 073 482 indbyggere i den franske republik.
Den franske nationalforsamlingen udgøres af 577 repræsentanter, 555 af disse vælges i France métropolitaine (96.2%) og 22 vælges i oversøisk Frankrig (3.8%).

## Kontinentale Frankrig
France métropolitaine, eksklusiv øen Korsika, omtales gerne som "det kontinentale Frankrig" (la France continentale), eller ganske enkelt "Kontinentet" (le continent). På Korsika bliver folk fra det kontinentale Frankrig gerne omtalt som "de kontinentale" (les continentaux). 
Et udbredt synonym for det kontinentale Frankrig er l'Hexagone (Heksagonen"), på grund af landets sekskantede form.